# Salon de Gand
Le Salon de Gand (1792-1965) est une exposition périodique d'œuvres d'artistes vivants de divers pays. Le salon est organisé à cinquante-et-une reprises de 1792 à 1965.
L'exposition, créée initialement par l'Académie des Beaux-Arts de Gand est, à partir de 1853, organisée par la Société pour l'encouragement des Beaux-Arts à Gand, se concentre principalement sur les peintres, mais des sculpteurs, dessinateurs, graveurs et architectes sont également présents.
Les participants bénéficient d'une occasion de présenter leur travail au grand public. Un concours est organisé de 1792 à 1841. Les journaux et les critiques d'art suivent l'événement de près. Le Musée des Beaux-Arts de Gand s'enrichit régulièrement d'œuvres achetées au Salon.
Plusieurs œuvres exposées suscitent des polémiques : les toiles d'Antoine Wiertz en 1844 et de Gustave Courbet en 1868 ou encore le relief Les Passions humaines de Jef Lambeaux en 1889.
Lors du Salon de 1933, les artistes peuvent désormais exposer par groupe. C'est le Palais des Fêtes de la ville, aménagé pour la circonstance, afin de mettre en valeur les œuvres exposées, qui accueille cette manifestation qui marque une césure par rapport aux éditions antérieures en représentant la Belgique dans sa diversité régionale et en invitant des cercles artistiques progressistes du pays.

## Histoire générale

### Avant 1792
Des expositions de tableaux et d'objets enluminés ont lieu à Gand depuis au moins le XVIe siècle pendant la foire de Mi-Carême, qui jusqu'en 1755 se tient à la boucherie, transformée en une vaste foire, les bouchers n'étant pas autorisés à vendre de la viande durant le Carême. Les marchands de tableaux ne sont pas les seuls à vendre, les artistes gantois et étrangers y mettent également en vente leurs œuvres. Une ordonnance échevinale de 1673 autorise les forains, les vendeurs d'objets d'art et les artistes à s'installer également dans les vestibules de l'hôtel de ville. La grande boucherie étant abandonnée en 1755, la foire annuelle se tient dès lors à l'hôtel de ville et dans les rues voisines. Ces expositions sont organisées de manière protectionniste : pas d'invitations, aucun artiste étranger, ni récompense, l'objectif étant principalement commercial.

### 1792 - 1831
L'Académie royale des beaux-arts de Gand prend l'initiative d'organiser un concours artistique, suivi trois mois plus tard, le 30 mai 1792, d'une exposition d'œuvres d'art dans la salle du trône de l'hôtel de ville. Quarante et un artistes gantois et étrangers y prennent part en présentant tableaux, gravures, dessins, aquarelles, bas-reliefs et constitue un succès. Parmi les artistes figurent Ernest-Joseph Bailly, Antoine Cardon, Joseph-François Ducq, Jean-François Legillon, ou encore Joseph-Benoît Suvée. L'exposition de 1796, connaît un succès analogue en accueillant soixante-quinze artistes exposant quelque 200 œuvres. De 1802 à 1814, les expositions deviennent biennales, exception faite pour l'année 1803, où lors de la visite du premier consul Napoléon Bonaparte, une exposition des produits industriels, dont une partie est réservée aux beaux-arts, se tient à l'hôtel de ville. À partir de 1817, la périodicité devient triennale en alternance avec les salons d'Anvers et de Bruxelles. La gratuité de l'entrée est effective jusqu'en 1829.

### Après 1831

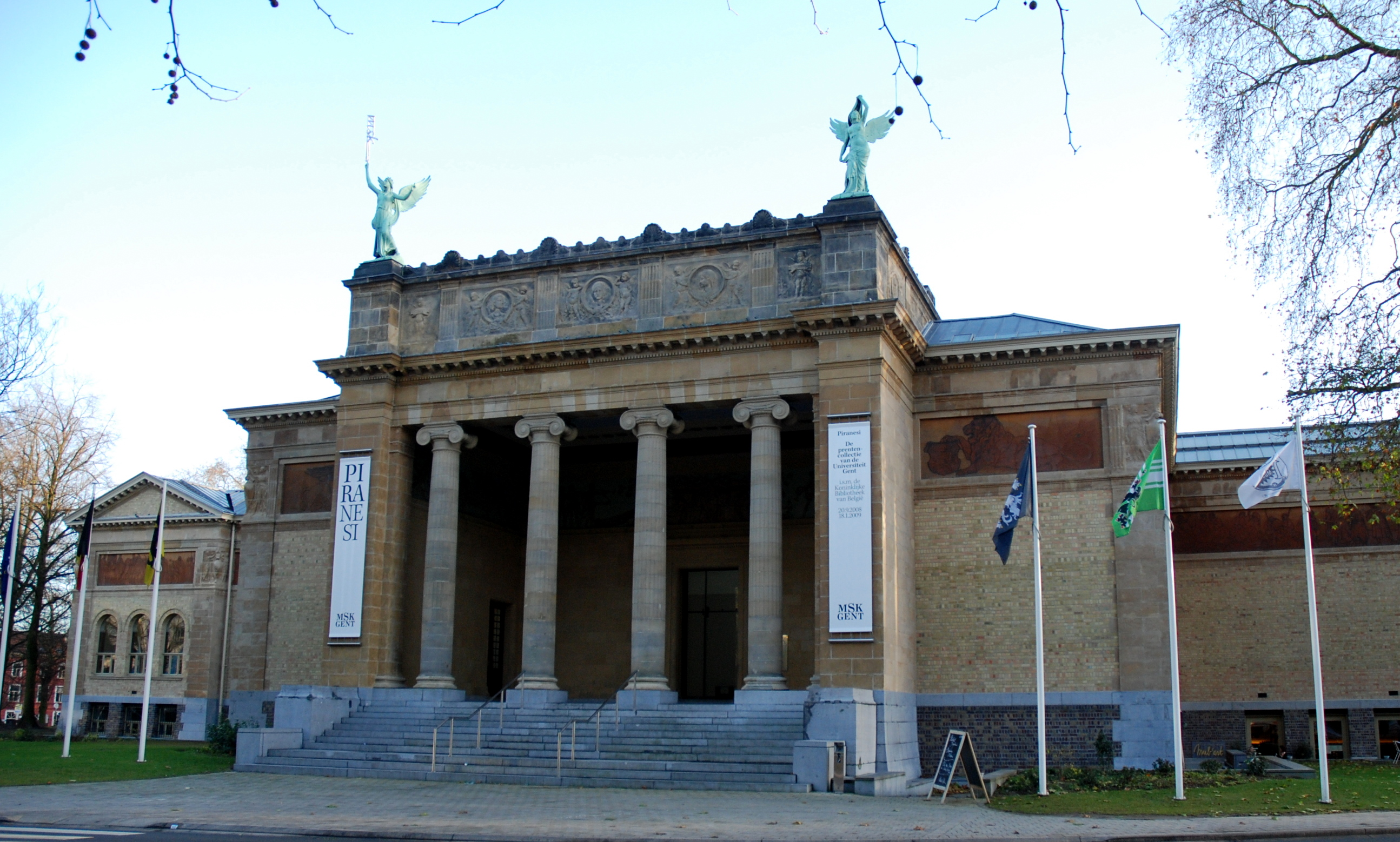
Le Musée des Beaux-Arts de Gand qui accueille les Salons à partir de 1913.

Après l'indépendance de la Belgique, les Salons sont maintenus à un rythme triennal jusqu'en 1895, puis leur organisation a lieu à un rythme variable qui devient quadriennal à partir de 1925. Les derniers Salons ont lieu en 1954, 1960 et 1965, qui constitue la 51e édition. À partir de 1853, les Salons sont organisés par la Société pour l'encouragement des Beaux-Arts à Gand nouvellement créée afin de pallier le manque de succès de l'exposition de 1850. Leur organisation a lieu successivement et alternativement dans divers bâtiments de la ville. De 1868 à 1910, les Salons se tiennent – à l'exception de celui de 1902 – au Casino qui présente une vaste surface, puis à partir de 1913, année de l'Exposition universelle de Gand, ils ont lieu au Musée des Beaux-Arts de Gand,.

## Concours

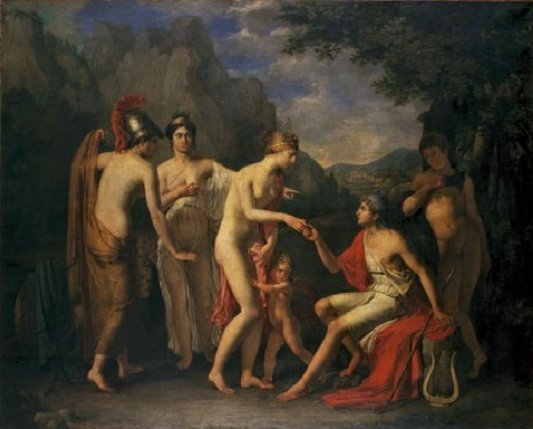
Joseph Paelinck, Le jugement de Pâris, lauréat du concours de 1804.

De 1792 à 1841, un concours est organisé dans le cadre des salons. Il comprend initialement cinq domaines : la peinture d'histoire, de paysage et de genre, la sculpture et l'architecture. Les concurrents sont tenus à l'anonymat, aux côtés des autres artistes exposants. Lors du premier concours, douze artistes prennent part à la compétition : huit peintres et quatre sculpteurs et modeleurs. Le premier lauréat est le peintre Joseph Bailly pour son Œdipe coloneus. 
Parmi les lauréats illustres figurent : Joseph Paelinck (peinture, 1804), Ignace van Regemorter (peinture, 1808), Daniel Pletinckx (sculpture, 1808), François-Joseph Navez (peinture, 1812), Ferdinand de Braekeleer (peinture, 1817), Charles Picqué (peinture, 1826), Élisa de Gamond (peinture, prix du concours spécialement réservé aux dames, 1826), Louis Gallait (peinture, 1832), Pierre De Vigne-Quyo (sculpture, 1832), Joseph Geefs (sculpture, 1835), Romain Eugène Van Maldeghem (peinture, 1838), Aloys Geefs (sculpture, 1838), et Lievin De Winne (dessin, 1841). En raison des frais occasionnés par l'organisation des concours, ceux-ci sont supprimés en 1841 par la direction de l'académie et l'administration communale.

## Éditions et artistes

### Années
Le Salon de Gand connaît 51 éditions :
1792, 1796, 1802, 1803, 1804, 1806, 1810, 1812, 1814, 1817, 1820, 1823, 1826, 1829, 1832, 1835, 1838, 1841, 1844, 1847, 1850, 1853, 1856, 1859, 1862, 1865, 1868, 1871, 1874, 1877, 1880, 1883, 1886, 1889, 1892, 1895, 1899, 1902, 1906, 1909, 1913, 1922, 1925, 1929, 1933, 1937, 1946, 1950, 1954, 1960, 1965.

### Femmes artistes
Le Salon de Gand est accessible aux artistes féminines depuis sa création en 1792. À partir de 1826, un concours distinct est organisé pour les artistes féminines, à savoir le « Prix pour les Dames ». Le nombre de femmes artistes demeure toutefois relativement limité. On constate une moyenne de 5% dans la période 1853-1871. Ensuite la présence moyenne de femmes dans les Salons s'élève en moyenne à 10 %. L’Académie de Gand, à l'instar des autres villes européennes n'admet pas de femmes parmi leurs élèves, jusqu'à la nomination de Jean Delvin en qualité de directeur en 1902. Si les femmes forment une minorité dans les Salons, leur travail est souvent considéré comme très réussi, tel Le marché aux chevaux à Paris que Rosa Bonheur expose en 1853. Virginie Demont-Breton est également accueillie positivement au Salon de 1886. Son œuvre, Les Loups de Mer, est acquise par le Musée de la ville de Gand.

### Artistes européens
Le Salon attire régulièrement des artistes étrangers : des Français, des Allemands, des Néerlandais, des Italiens et des Britanniques.

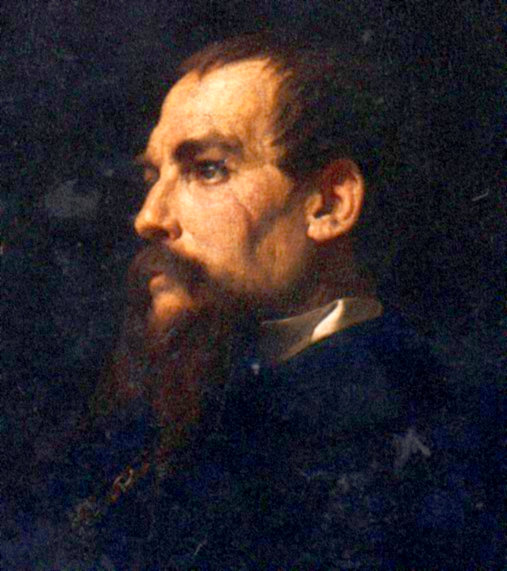
Richard Francis Burton par Frederic Leighton au Salon de 1895.

Le Salon de 1844 est brillant et voit de nombreux peintres français : Paul Delaroche, Ary Scheffer, ou encore Constant Troyon, Louis-Auguste Lapito. Les peintres néerlandais sont également présents : Andreas Schelfhout et Barend Cornelis Koekkoek. En 1865, plus de la moitié des exposants sont d'origine étrangère. L'Allemagne et la France à elles seules comptent environ 230 peintres, sur un total de 477 exposants. La plupart des artistes participants venaient toujours de Belgique, mais graduellement, la part des participants étrangers augmente.
Au Salon de 1880, 1012 artistes exposent, parmi eux 806 peintres, dont 356 étrangers, essentiellement originaires des Pays-Bas. En 1895, L’Ecole anglaise est représentée de façon extrêmement brillante : Matthew Ridley Corbet, Henry William Banks Davis, Alfred East, James Guthrie, Arthur Hacker et Frédéric Leighton, L’Ecole française, elle aussi envoie, en 1895, des œuvres à succès du Champ-de-Mars et des Champs-Elysées, tels les tableaux de Jean-Léon Gérôme ou de Lucien Hector Monod. Le Salon de Gand, attire donc, quantité d’artistes européens.
Le Salon de 1913 demeure un Salon particulier car il est organisé en marge de l'Exposition universelle de Gand. Plus de 2000 œuvres sont exposées. Un peu moins de 1000 œuvres d'artistes belges sont exposées, outre 705 œuvres françaises, 187 hollandaises et 153 britanniques.

## Évolution

### XIXe siècle

#### De la peinture d'histoire aux paysages
Dès le début du XIXe siècle, la peinture d'histoire et la peinture religieuse décroissent au profit des et paysages et des scènes de genre, et cette tendance s'accentue tout au long du siècle, tandis que l'affluence des visiteurs et des étrangers s'accroît. Durant tout le XIXe siècle, tout comme les Expositions universelles, les expositions triennales offrent l'opportunité unique à des artistes d'exposer leurs œuvres au grand public et en l'occurrence de lui leur vendre. En 1868, aux yeux du critique de L'Étoile belge, l'acheteur devient souvent une réalité vivante et payante pour les artistes grisonnants. La jeune école du paysage renonce progressivement aux compositions plus ou moins solennelles de jadis, parfois guidée par une intention mercantile, même si la peinture « convaincue » occupe au Salon de Gand une place importante. En dépit de leur connotation conservatrice, les salons demeurent importants au point de vue artistique.

#### Salon de 1853

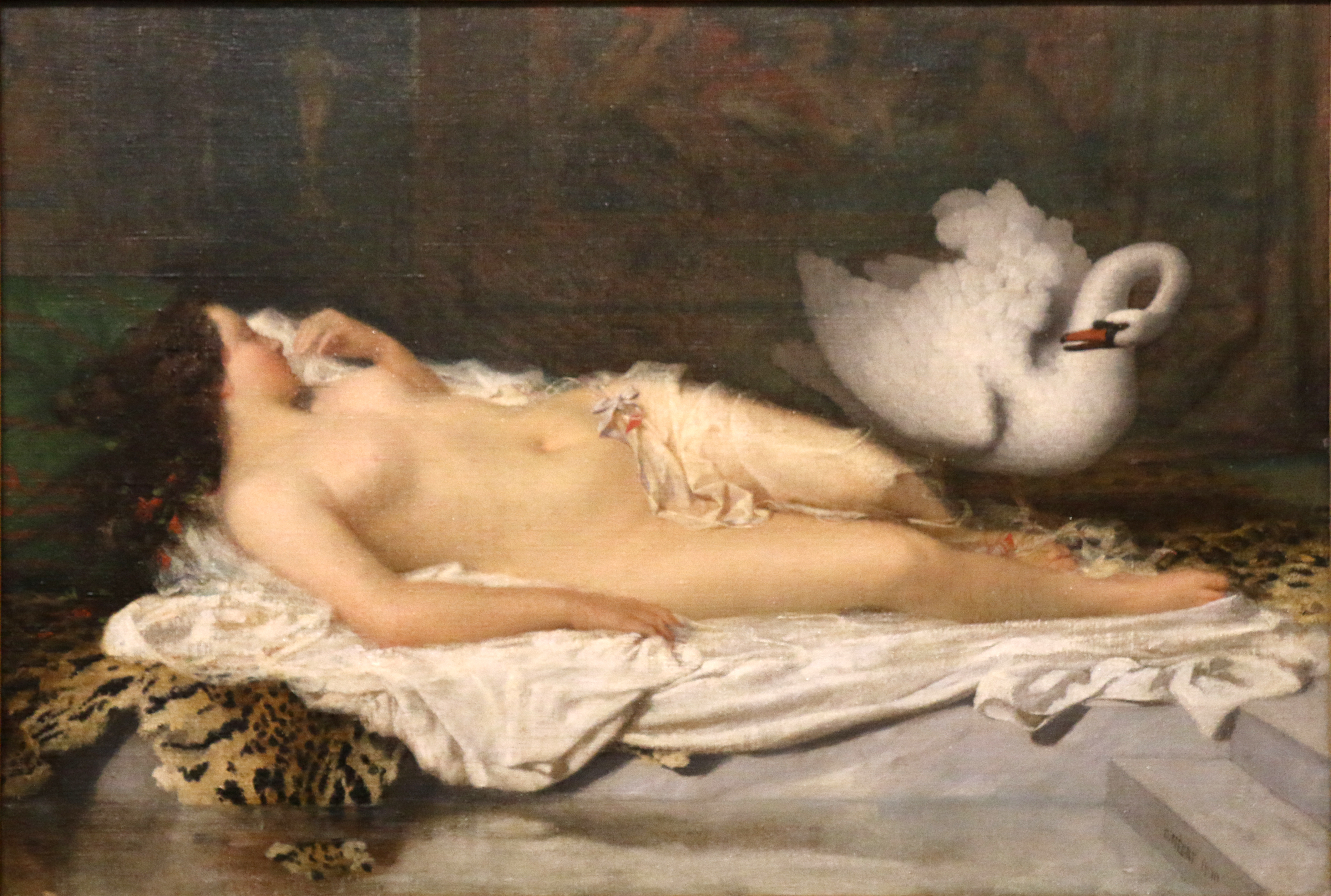
Charles Nègre, Léda et le cygne, relégué dans le salon secret.

Le premier salon organisé par la Société d'encouragement en 1853 connaît un grand succès en termes du nombre de visiteurs et des bénéfices recueillis. Le Marché aux chevaux à Paris de Rosa Bonheur suscite l'admiration générale, mais Le retour des moissonneurs de Jules Breton soulève des critiques en raison de son caractère réaliste, loin des froides conventions prévalant encore à l'époque au sein de l'école conventionnelle. D'autre part, un incident se produit lorsque, quinze jours après leur exposition, quelques visiteurs se disent heurtés par la nudité représentée sur trois tableaux : Hylas enlevé par les nymphes de Hermann Heinrich Becker et deux œuvres de Charles Nègre : Léda et le cygne et La mort de Coronis. La Société fait procéder à la relégation des œuvres dans un espace secret, comme cela s'était déjà produit pour plusieurs toiles d'Antoine Wiertz en 1844. Ce « cabinet secret » est en réalité un réduit accessible à tous les visiteurs, mais les amateurs n'y entrent qu'en hésitant car ils doivent franchir une porte et risquent dès lors d'être signalés à la malignité publique.

#### Gustave Courbet au Salon de 1868

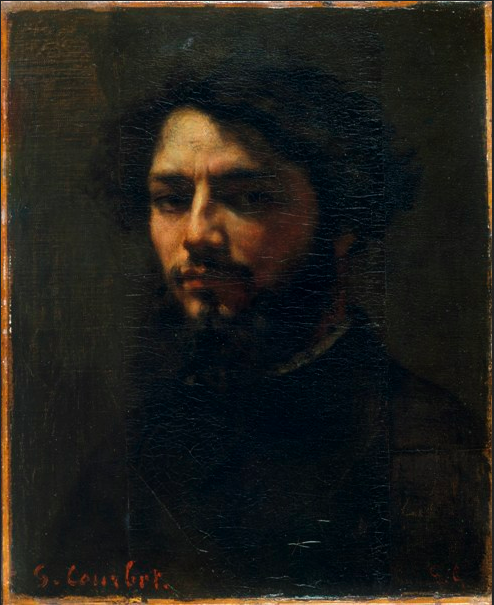
Autoportrait de Gustave Courbet en 1852, exposé au Salon de Gand de 1868.

Gustave Courbet avait envoyé Les Demoiselles de village au Salon de Gand de 1865, une œuvre représentant des paysannes endimanchées, jugée par le critique de L'Écho du Parlement comme issue du vrai réalisme. « Gustave Courbet [poursuit-il], dessine très bien, sait manier la brosse, toutes les ressources de la palette doivent lui être connues, à moins qu'il ne les ait oubliées, et il ne prend pour modèles que de laids personnages, il broie du noir dans toutes ses couleurs et ne connaît que les temps et les tons gris. » 
En 1868, ce sont cette fois pas moins de douze toiles qui sont envoyées à Gand par Gustave Courbet. Deux d'entre elles suscitent de nombreuses critiques : l'une représente Pierre Proudhon et sa famille, l'autre Retour de la conférence. Ces deux toiles sont retirées de l'exposition et reléguées dans le « cabinet secret », en raison du caractère trop réaliste et vulgaire du premier tableau, qualifié par le journal catholique Le Bien Public de « production informe, confuse, terne, malpropre et de croûte » et de la volonté anticléricale et provocatrice du second qui donne à voir des prêtres titubant sous l'effet de l'ivresse. Les amateurs n'ont accès au cabinet qu'après l'avoir expressément demandé,,. Gustave Courbet, a également envoyé son Autoportrait, réalisé en 1852 et le critique du journal L'Étoile belge voit l'artiste français comme un représentant de cette phalange indépendante qui s'accroît de jour en jour, sans autre règle commune que celle du vrai. Cette école, négation même de toute école, est celle qui triomphe à Gand sur toute la ligne. L'initiateur, longtemps honni, est Gustave Courbet, tout ce qu'il voit n'est pas beau, tout ce qu'il peint n'est pas vrai. Il n'a probablement jamais vu Proudhon dans cette attitude troubadourienne, le résultat n'en est pas moins laid, faux et difforme. En revanche, on ne peut se défendre d'admirer les paysages de Courbet, enfin ses portraits, le sien d'abord, un peu noirci depuis 1852, mais vigoureusement peint. Il réussit à vendre trois de ses toiles : Les chevreuils à la rivière (7 000 francs), La mort de Jeannot (7 000 francs), et Retour de la conférence (10 000 francs).

#### Le pouvoir des jurys
Le Salon comprend trois jurys différents : le jury d'admission, le jury de placement et le jury des récompenses. Le premier était chargé d'accepter ou de refuser les œuvres d'art exposées. Ce jury reçoit chaque année de nombreuses critiques. Le jury de placement, pour sa part, décide où chaque œuvre d'art acceptée serait exposée. Le jury des récompenses assure la répartition des prix. Pour un artiste, il est important de passer le jury d'acceptation pour être admis au Salon, ne disposant pas d'alternative pour se faire connaître rapidement et permettre au grand public de découvrir leur travail. En 1886, le journal L'Impartial révèle que « Nombre d’œuvres d’art seront renvoyées à leurs auteurs ; on parle même de supprimer les annexes habituelles et de se contenter de la grande salle ». Quelque 930 œuvres sont envoyées au Salon, dont 513 admises et 417
refusées. Ces critiques perdurent jusqu'en 1892 lors de l'arrivée de nouveaux jurés plus progressistes, tels les peintres Émile Claus, Jean Delvin et Théodore Verstraete.

#### Les Passions humaines au Salon de 1889

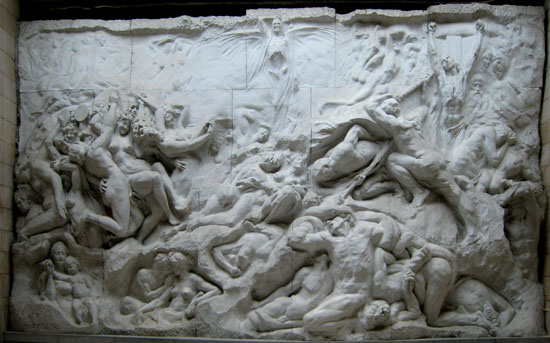
Les Passions humaines, relief de Jef Lambeaux.

Le sculpteur Jef Lambeaux présente au Salon de 1889 un carton au fusain de son relief Les Passions humaines qui suscite la controverse. Admiré par la critique de la plupart des journaux, par nombre d'amateurs et par le gouvernement, l'œuvre soulève des protestations au sein des milieux conservateurs qui estiment « que cela est outrageant et indigne de la protection du gouvernement. ». Le Christ y est représenté dans un coin de la composition, parmi des hommes et des femmes nus. Pour leur part, Les libres penseurs y voient une « Œuvre magistrale […] Les groupes qui représentent les passions humaines sont d'une vigueur surprenante, les hommes nerveux et robustes, les femmes grâcieuses et belles ont des frissons de vie. ». Non seulement le gouvernement décide d'acquérir le marbre lorsqu'il sera achevé, mais de l'abriter dans un Pavillon des Passions humaines qui lui sera dédié et édifié par Victor Horta dans le Parc du Cinquantenaire. L'inauguration du « temple » a lieu en 1899.

#### Salon de 1895
Le Salon de 1895 est plus moderne que tous les Salons gantois précédents. Plusieurs membres de la Ligue Artistique progressiste, fondée en 1893, composent le jury : Albert Baertsoen, Théodore Baron, Léon Frédéric, Fernand Khnopff, Xavier Mellery pour la peinture, Constantin Meunier  et Charles Van der Stappen pour la sculpture. Le journal L'Indépendant de Gand publie le 30 août 1895 : « Voici les innovations qui commencent [au] Salon qui sera un événement dans le monde artistique. Il consacrera définition du triomphe des artistes d'avant-garde et des écoles nouvelles. Jamais en Belgique, on n’aura réuni tant d’œuvres d’artistes de talent reconnu, à l’étranger, sinon chez nous.. »

### XXe siècle

#### Des jurys toujours puissants
En 1902, la rivalité entre les artistes partisans de l'académisme et ceux plus progressistes persiste. Il faut attendre plusieurs décennies avant que les jurys soient partiellement abolis, mais subsistent encore en 1946, de manière toutefois moins restrictive.

#### Salon de 1933

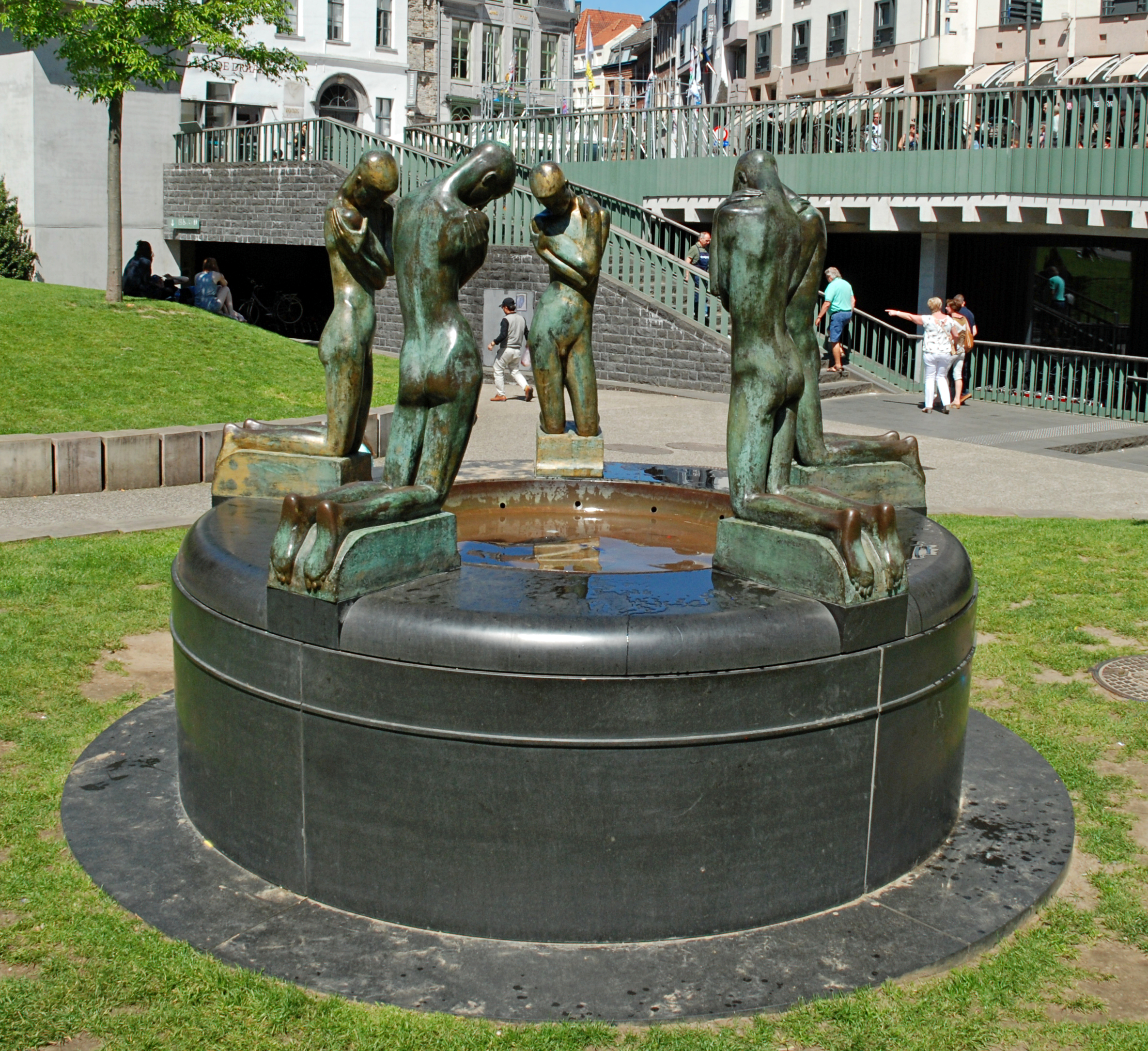
Fontaine des Agenouillés, George Minne, 1933.

Lors du Salon de 1933, les artistes peuvent désormais exposer par groupe et chaque artiste a la faculté de choisir lui-même les deux œuvres qu'il souhaite exposer. C'est le Palais des Fêtes de la ville, aménagé pour la circonstance, afin de mettre en valeur les œuvres exposées, qui accueille cette manifestation qui marque une césure par rapport aux éditions antérieures.
Les groupes exposant au Salon qui débute le 15 août 1933 représentent la Belgique dans sa diversité régionale. Les cercles présents sont l'anversois Als ik Kan, l'Académie brabançonne, L'Art vivant au Pays de Liège, Le Cercle artistique d'Auderghem, Le cercle royal Artistique et Littéraire de Gand, Kunst en Kennis, de Gand et le Groupe Nervia d'origine hennuyère. Deux sélections d'œuvres françaises et britanniques complètent le catalogue,.
Ce ne sont pas moins de 700 exposants groupés selon leur origine. Les Gantois exposent dès le vestibule. Parmi les sculpteurs, une fontaine due à George Minne est entourée d'œuvres de Léon Sarteel, de Geo Verbanck, ou encore Madeleine Van Thorenburg. Dans les salles voisines, les figures imposantes du Malinois Karel Aubroeck retiennent l'intérêt. Au point de vue de la peinture gantoise, peu de révélations, mais plutôt la confirmation de talents consacrés, essentiellement des paysagistes : Valerius De Saedeleer, Irène Demanet ou Alphons De Cuyper. Des portraits sont également présentés, notamment par les artistes Gustave de Smet et Cécile Cauterman. Un nu couché de Léon de Smet, les souvenirs orientaux de Jules Pierre van Biesbroeck, des fleurs de Juliette Cambier complètent la section gantoise du Salon. Les artistes anversois sont représentés sous les bannières des collectifs Als ik Kan et L'Art Moderne. Parmi eux, Isidore Opsomer expose un beau portrait de Jules Destrée, tandis que Julien Célos et Félix Gogo proposent des paysages flamands et le sculpteur animalier Albéric Collin montre Le tigre à sa toilette, justement observé, de même que son Zèbre. Les Brabançons qui exposent sont issus du Cercle artistique d'Auderghem, de L'Art Libre et de l'Académie brabançonne. Les œuvres de l'École d'Auderghem sont réunies sous la direction du peintre Alfred Bastien et rendent hommage à trois artistes morts récemment : Arthur Navez, Allard l'Olivier et Auguste Oleffe qui est représenté par son portrait du peintre et sculpteur Rik Wouters. Les autres écoles brabançonnes sont illustrées par Eugène Laermans, Alfred Delaunois, Paul Delvaux, ou Edgard Tytgat qui expose La jeune fille au boléro vert. Les artistes wallons inscrits dans les cercles Groupe Nervia et L'Art vivant au Pays de Liège apportent une contribution importante au Salon de 1933. Louis Buisseret, soucieux de la ligne et du modelé, Pierre Paulus, paysagiste de sites du Pays de Charleroi, Léon Devos, ardent coloriste, et également Taf Wallet représentent le Groupe Nervia. Les Liégeois consacrent une salle entière au défunt Richard Heintz et proposent des toiles de Élysée Fabry, des eaux-fortes de Jean Donnay, des tableaux colorés de Robert Crommelynck.